# Wire-to-wire
Wire-to-wire là thuật ngữ sử dụng trong các sự kiện và môn thể thao có tính cạnh tranh để chỉ một nhà vô địch duy trì vị thế dẫn đầu trong suốt cả giải đấu. Thuật ngữ này thường được nhắc tới nhiều nhất trong môn golf để chỉ người chơi giành chức vô định với có số gậy thấp nhất trong tất cả các vòng thi đấu.